# Villers-lès-Luxeuil
Villers-lès-Luxeuil é uma comuna francesa na região administrativa de Borgonha-Franco-Condado, no departamento de Alto Sona. Estende-se por uma área de 9,1 km². Em 2010 a comuna tinha 323 habitantes (densidade: 35,5 hab./km²).